# Цюйсянь
Цюйся́нь (кит. упр. 渠县, пиньинь Qú xiàn) — уезд городского округа Дачжоу провинции Сычуань (КНР).

## История
При империи Цинь был создан уезд Танцюй (宕渠县). При империи Западная Вэй он был переименован в Люцзян (流江县), а при империи Мин в 1376 году — в Цюйсянь.
В 1950 году в составе провинции Сычуань был образован Специальный район Дачжу (大竹专区), которому были подчинены уезды Дачжу, Цюйсянь, Линьшуй, Дяньцзян, Гуанъань и Ланшань (впоследствии переименованный в Лянпин). В 1953 году Специальный район Дачжу был расформирован, а входившие в его состав уезды перешли в состав других специальных районов; уезд Цюйсянь перешёл в состав Специального района Дасянь (大竹专区).
В 1970 году Специальный район Дасянь был переименован в Округ Дасянь (达县地区). В 1993 году постановлением Госсовета КНР округ Дасянь был переименован в округ Дачуань (达川地区). В 1999 году постановлением Госсовета КНР округ Дачуань был трансформирован в городской округ Дачжоу.

## Административное деление
Уезд Цюй делится на 20 посёлков и 40 волостей.